# Universitats per la República
Universitats per la República (UxR) va ser una organització política republicana formada per estudiants, personal docent i investigador (PDI) i personal d'administració i serveis (PAS) d'universitats públiques catalanes. Es va fundar el maig del 2017 i va organitzar diverses manifestacions massives en dates pròximes al referèndum sobre la independència de Catalunya.

## Història

### Fundació
Universitats per la República es va fundar el maig del 2017. Les seves primeres accions van ser presentar mocions de suport al referèndum sobre la independència de Catalunya als òrgans de govern de les universitats catalanes i recollir signatures per al Pacte Nacional pel Referèndum.
El 25 de maig un manifest en defensa del referèndum sobre la independència de Catalunya. Inicialment va ser signat per 200 professors universitaris, entre els quals hi havia 12 catedràtics. Finalment van aconseguir 1500 signatures de professors.

### Tardor del 2017

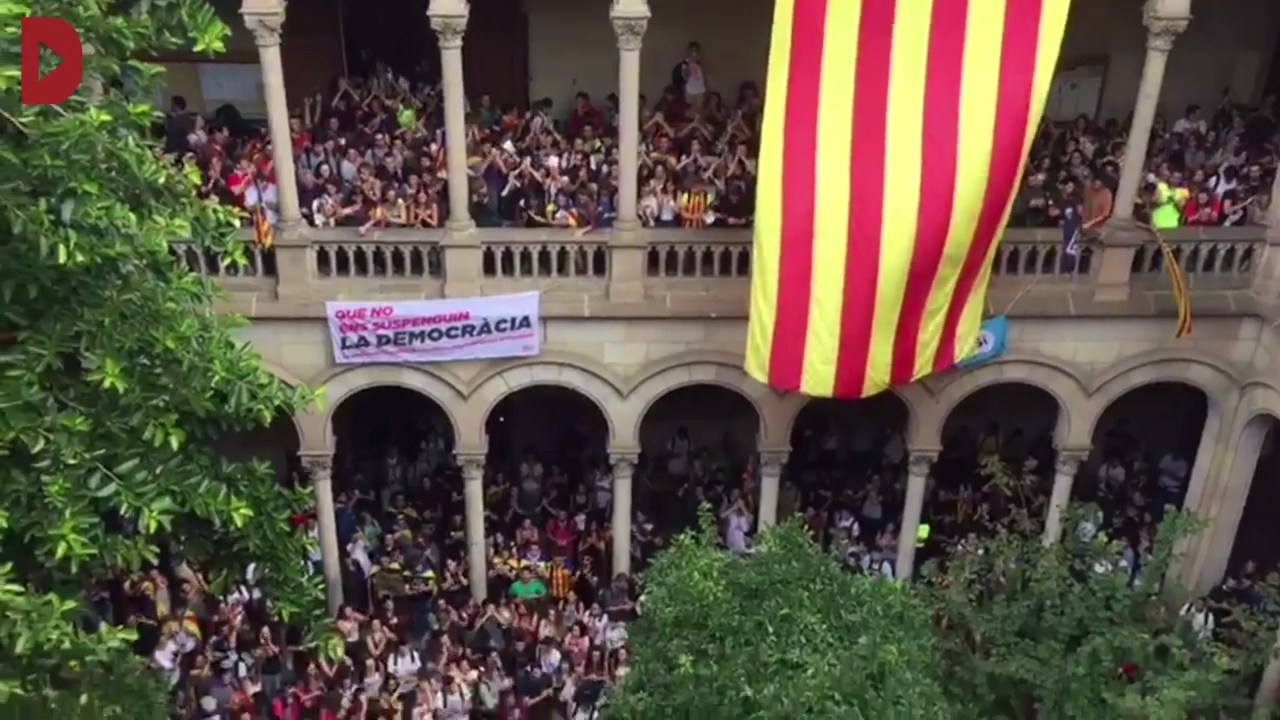
Ocupació de la UB per UxR el 22 de setembre de 2017

Dos dies després de l'Operació Anubis, el 22 de setembre, Universitats per la República va convocar una concentració sota el nom Omplim els carrers en defensa de la democràcia, que va aplegar uns 3.000 estudiants, i on es va ocupar la Universitat de Barcelona. Aquesta ocupació va ser anomenada Caputxinada 2017 fent referència a la mobilització antifranquista de 1966 i va ser un punt important durant la campanya del referèndum: s'hi repartia material com paperetes o cartells, s'informava a la població dels llocs de votació i s'hi van fer concerts, conferències i activitats de tota mena de temàtiques.

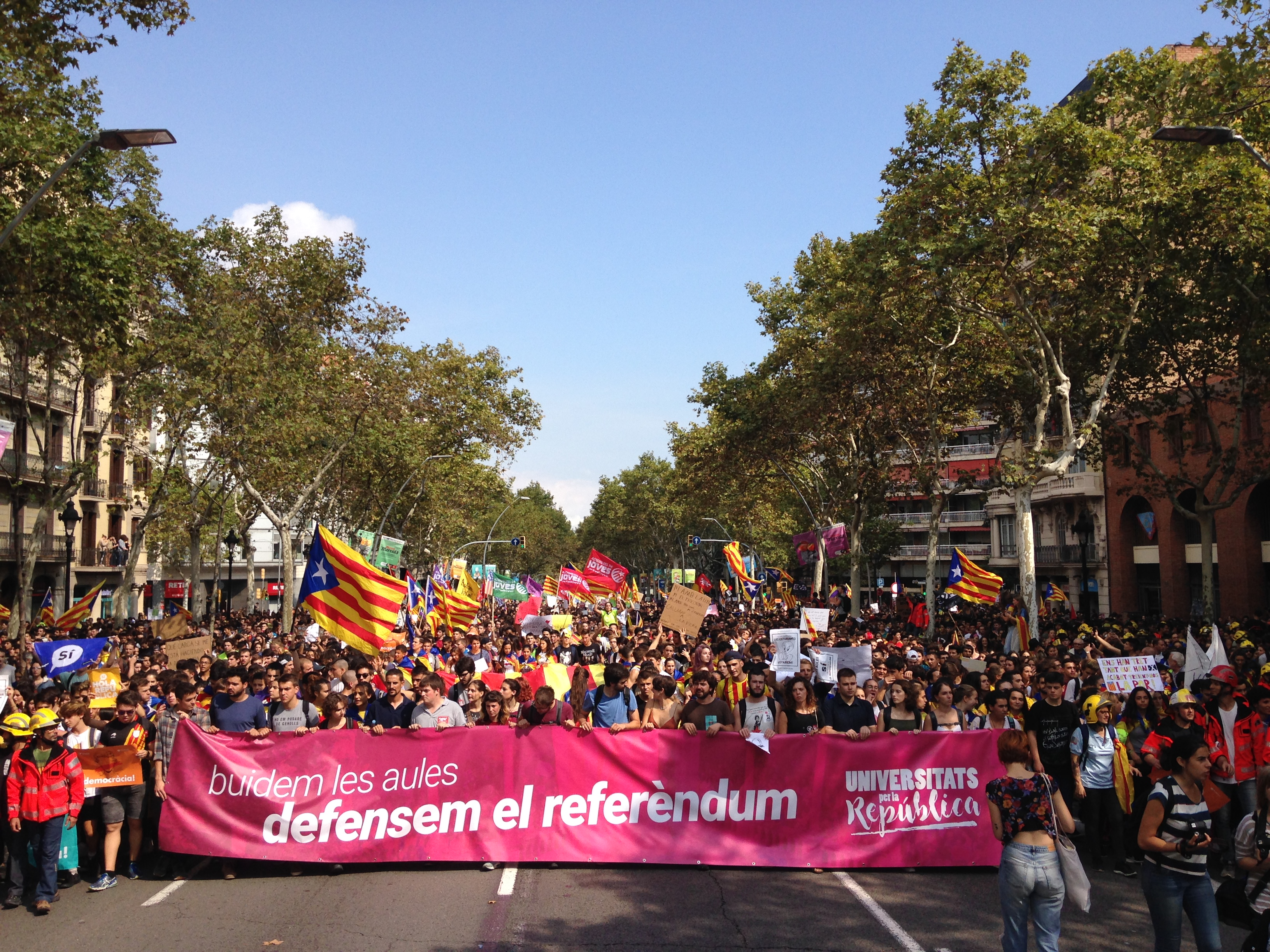
Manifestació d'UxR el 28 de setembre de 2017

La plataforma va convocar una vaga estudiantil pels dies 28 i 29 de setembre, els últims dos dies lectius abans del 1r d'octubre, la data del referèndum. El seguiment de la vaga va ser majoritari: entre un 80 i un 100% segons el Govern. El mateix dia 28 va convocar manifestacions a diverses ciutats catalanes i la de Barcelona va aplegar unes 80.000 persones segons l'organització, convertint-se així en la manifestació estudiantil més nombrosa de la història catalana.
L'endemà del 1r d'octubre, Universitats per la República va convocar una marxa silenciosa a la plaça de la Universitat per protestar contra la violència policial durant el referèndum. Hi van assistir unes 16.000 persones, segons la Guàrdia Urbana. Aquell mateix dia també van finalitzar l'ocupació de la Universitat, que havia durat deu dies.
El 3 d'octubre, els sindicats Intersindical-CSC, IAC, COS, CGT i CNT van convocar una vaga general. Durant el dia hi va haver diverses manifestacions. Universitats per la República en va convocar una al matí, que va aplegar unes 300.000 persones.
Tan bon punt el Consell de Ministres va aprovar el decret que donava llum verda a l'aplicació de l'article 155 de la Constitució Espanyola, Universitats per la República va convocar una vaga estudiantil i una manifestació per al 26 d'octubre per frenar el 155 i exigir la llibertat dels Jordis. Durant aquells dies, va córrer el rumor que Carles Puigdemont volia convocar eleccions a canvi d'evitar l'aplicació del 155. Per això, finalment la manifestació també va ser contra la convocatòria d'eleccions i va acabar davant del Palau de la Generalitat.
El 8 de novembre, els sindicats Intersindical-CSC, IAC i COS van convocar una vaga general. Durant el dia hi va haver diverses manifestacions i, especialment, talls de vies de transport fets pels Comitès de Defensa de la República. Universitats per la República va convocar una manifestació a la plaça de Sants i es van tallar les vies de l'AVE de l'Estació de Sants.
L'aplicació del 155 va comportar que hi haguessin eleccions al Parlament de Catalunya el 21 de desembre. Universitats per la República va fer campanya amb el lema «Votis el que votis: vota República». Aquesta campanya ja va tenir menys seguiment que les anteriors, a causa que ja no hi havia reivindicacions transversals com ho havien estat la defensa del Referèndum primer o la defensa de l'aplicació del resultat i la denúncia de la repressió espanyola després. Aquesta falta de reivindicacions àmplies va mantenir Universitats per la República en inactivitat fins l'aniversari del referèndum.

### Accions posteriors
Universitats per la República va convocar una vaga d'estudiants per al 1r d'octubre de 2018 en commemoració del referèndum sobre la independència celebrat un any abans. Van fer manifestacions a Barcelona, Lleida, Tarragona i Girona. La de Barcelona, convocada a les dotze a la plaça de la Universitat, va aplegar 50.000 persones segons l'organització i 13.000 segons la Guàrdia Urbana.
El 21 de desembre el Govern d'Espanya va celebrar un Consell de Ministres a Barcelona i diverses organitzacions van fer manifestacions de rebuig. Universitats per la República va convocar una aturada de classes de deu del matí a dues del migdia.

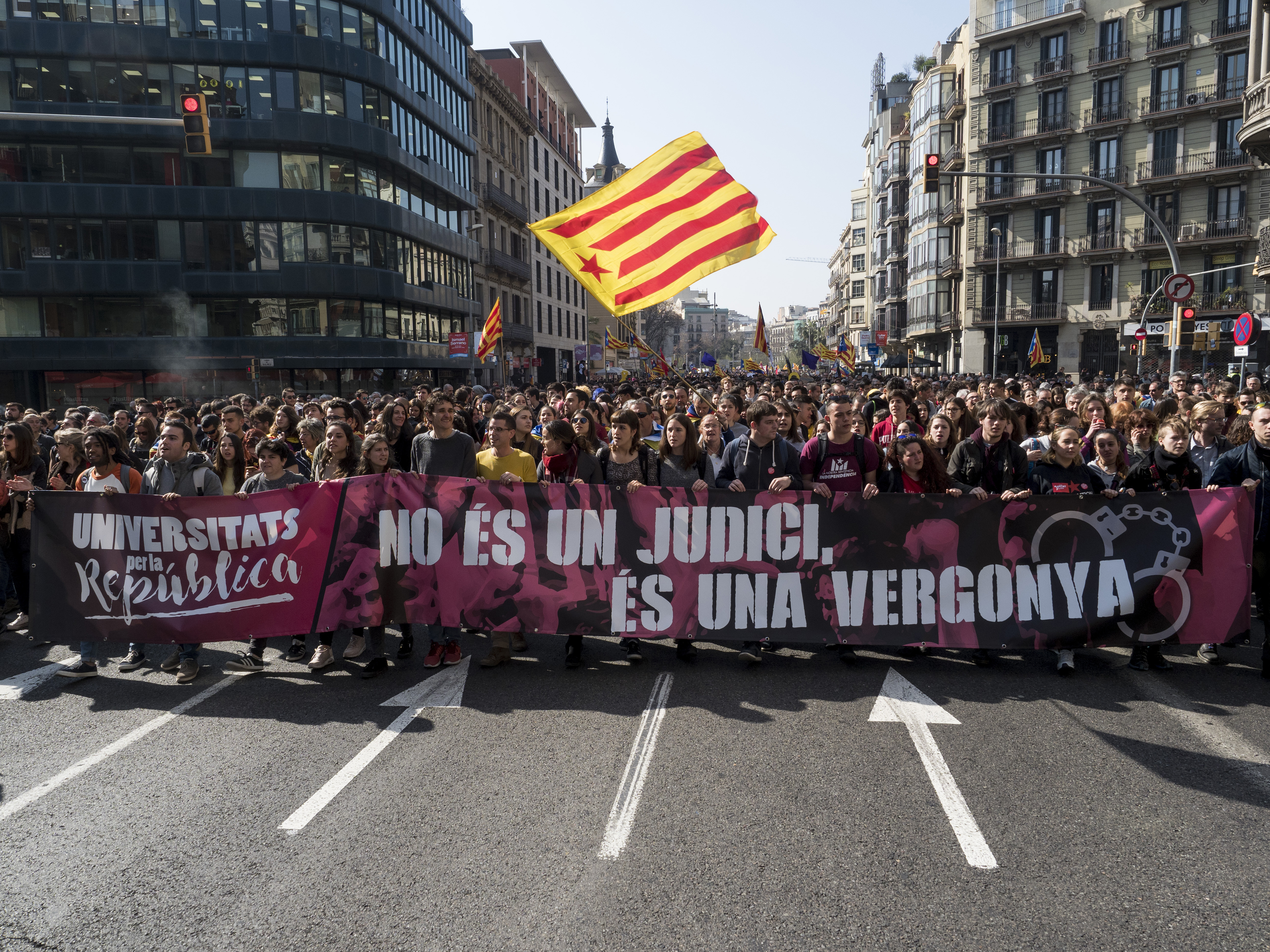
Manifestació d'UxR el 21 de febrer de 2019

El 21 de febrer de 2019 va començar el judici al procés independentista català. Fent-ho coincidir amb això, la Intersindical-CSC va convocar una vaga general, amb una manifestació a les sis al Passeig de Gràcia. Universitats per la República es va adherir a la vaga i va convocar una manifestació d'estudiants a dos quarts d'una a la plaça de la Universitat. Va aplegar 25.000 persones segons l'organització i es van ocupar les vies de tren de l'estació de la plaça de Catalunya.